# 김보련
김보련(金寶蓮)는 일제강점기의 승려이다.

## 생애
평안남도 지역에서 평양 영명사와 평원군 법흥사의 연합 대본산 주지를 역임했다는 것 외에 자세한 신상은 알려져 있지 않다. 연합 본산 주지로 재직한 기간은 1929년부터 1931년까지이다.
1933년에는 강원도 고성군 금강산에 위치한 대본산 건봉사 주지로 뽑혀 조선총독부의 인가를 받았다. 1936년 건봉사 주지 재임 인가를 받아 1939년까지 총 6년 동안 주지로 재직했다.
김보련이 건봉사 주지를 맡은 기간 중인 1937년 중일 전쟁이 발발했다. 전쟁 발발 직후인 1937년 7월 25일에 건봉사에서는 중일전쟁에 따른 시국극복과 국위선양 무운장구 기원제를 봉행했다. 건봉사 본·말사에 일본군을 위한 국방헌금과 위문금을 모아 헌납하기도 했다.
1939년 김재홍에게 주지직을 물려준 뒤 행적은 알 수 없다.

## 같이 보기
- 건봉사

## 참고자료
- 임혜봉 (2005년 3월 1일). 〈김보련 : 중일전쟁 초 친일 행적을 남긴 건봉사 주지〉. 《친일 승려 108인》. 서울: 청년사. 252쪽쪽. ISBN 9788972783848.